# Čestin (Serbia)
Čestin (cyr. Честин) – wieś w Serbii, w okręgu szumadijskim, w gminie Knić. W 2011 roku liczyła 609 mieszkańców.